# Sia La

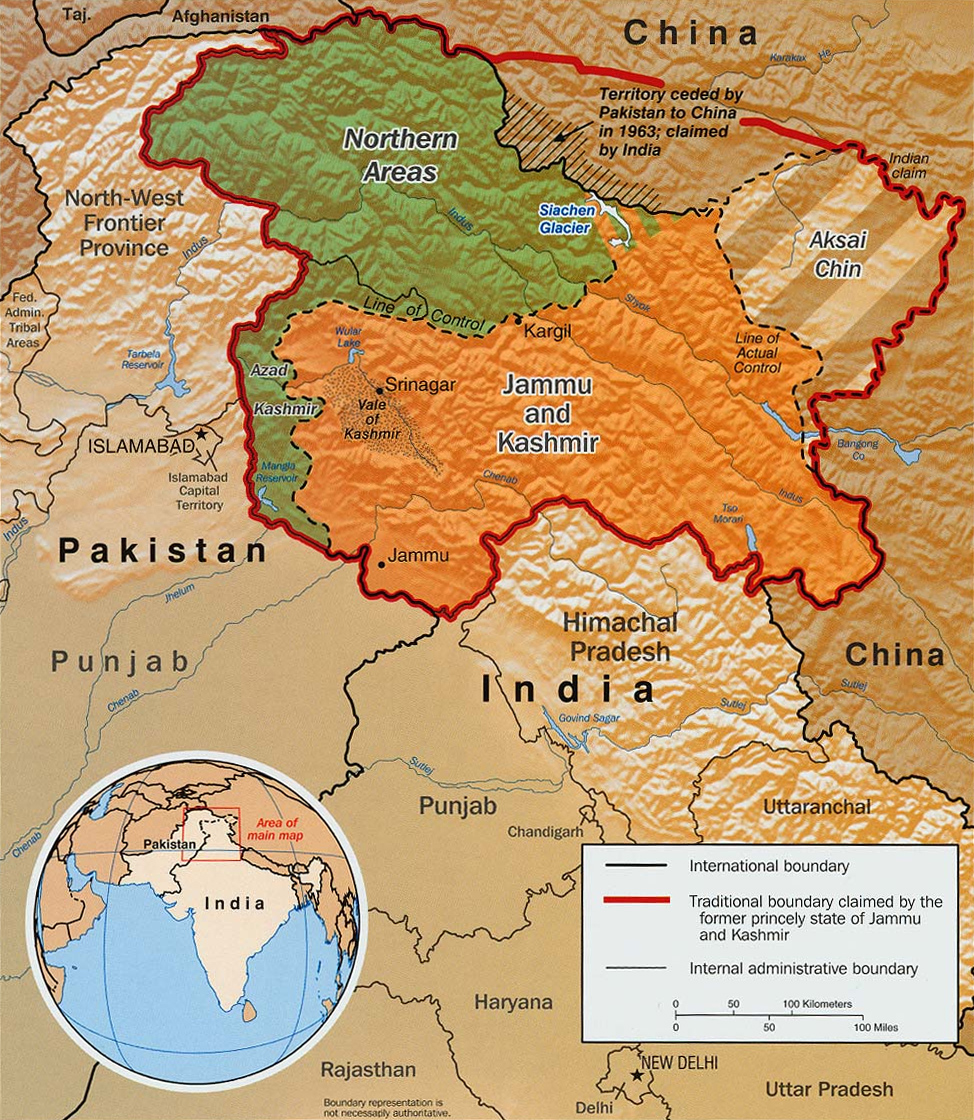
La línia negra marca la "Frontera internacional"" (IB) acordada entre l'Índia i el Pakistan. La línia de punts negres indica la "Línia de Control" (LoC), al nord i oest, entre l'Índia i el Pakistan. La línia de punts negres de l'est marca la frontera entre la Xina i l'Índia a la "Line of Actual" (LAC). La línia entre l'Índia i el Pakistan a través de Siachen, al nord, és l"Actual Ground Position Line" (AGPL). Les àrees que es mostren en verd són les dues àrees controlades pel Pakistan: Gilgit-Baltistan, al nord, i Azad Kashmir, al sud. L'àrea que es mostra en taronja són els territoris controlats per l'Índia de Jammu i Kashmir i Ladakh, i l'àrea amb trama diagonal a l'est és l'àrea controlada pels xinesos coneguda com Aksai Chin. Al nord hi ha els "Territoris cedits pel Pakistan a la Xina reclamats per l'Índia" (Extensió Trans-Karakoram).

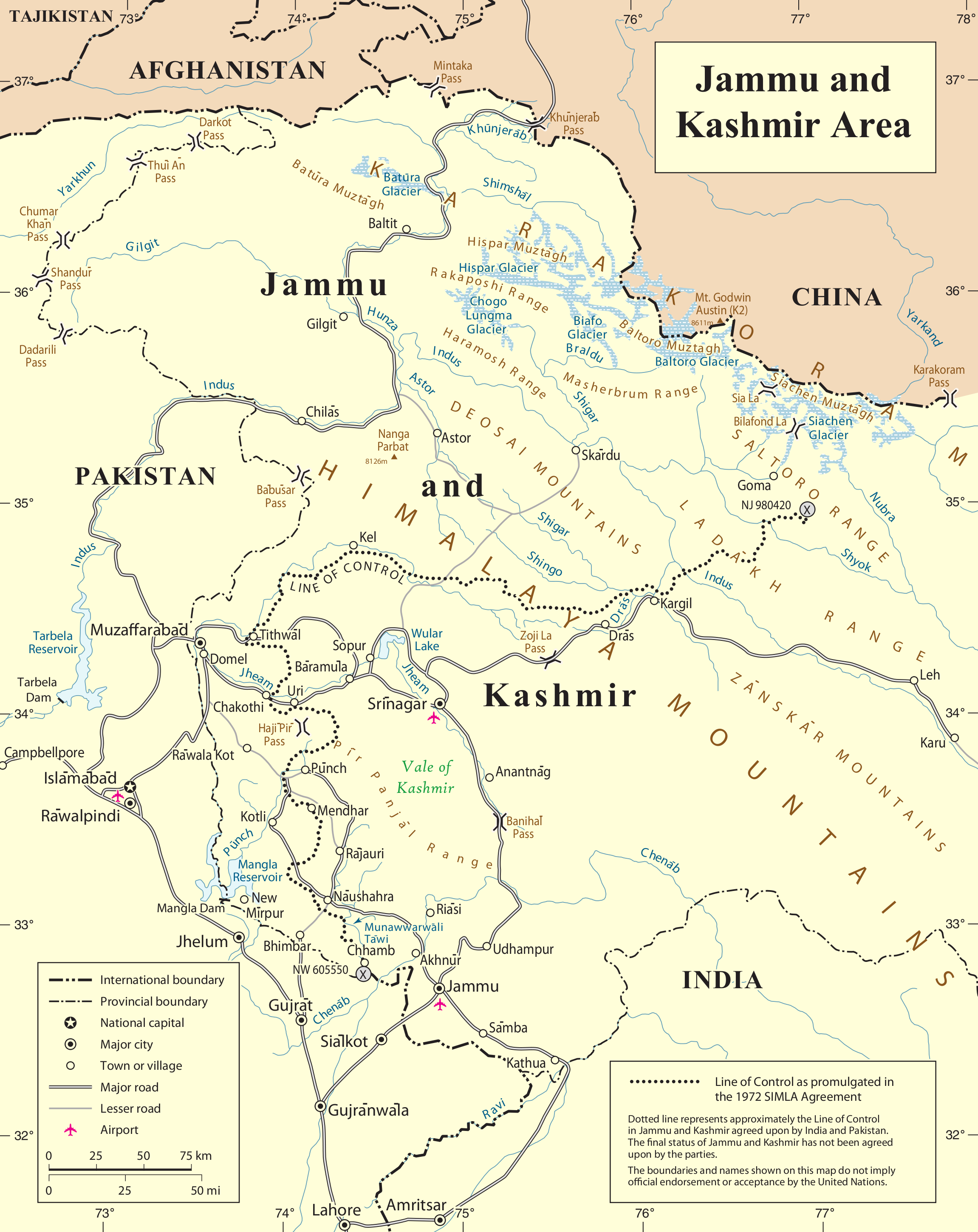
Mapa de les Nacions Unides de la glacera de Siachen que mostra el "Punt NJ980420" (Point NJ9842) com a punt d'inici de la Línia de Posició Terrestre Actual, en anglès "Actual Ground Position Line" (AGPL), el campament militar de Goma del Pakistan, la vall del riu Nubra i les glaceres de Siachen en poder de l'Índia, i el Bilafond La i el Sia La (al nord de NJ9842) també en poder de l'Índia. La serralada de Masherbrum, la glacera de Baltoro, Baltoro Muztagh i el K2 estan en mans del Pakistan.

Sia La és un pas de muntanya que es troba a 5.589 msnm, a les muntanyes Saltoro, al Ladakh, Índia, uns 60 quilòmetres al nord-nord-oest del punt del mapa NJ9842 que va definir el final de la línia de control de 1972 entre l'Índia i el Pakistan com a part de l'Acord de Simla. El Sia La es troba a prop de la frontera xinesa i immediatament al nord-oest de la part alta de la gran glacera de Siachen, connectant aquesta glacera amb la glacera de Kondus, controlada pel Pakistan, i la vall a l'oest. El pas és controlat per l'Índia, però reclamat pel Pakistan.

## Problemes geopolítics
Sia La, així com els propers passos de Bilafond La i Gyong La, van ser part del conflicte militar que començà el 1984 durant l'Operació Meghdoot, la primera acció militar del Conflicte de Siachen, a la vegada part d'un conflicte més gran, el Conflicte del Caixmir. Actualment, l'Índia controla els tres passos, però tanmateix el Pakistan controla un pas just a l'oest del Sia La. Aquest pas és anomenat Conway Saddle & Leghari OP.